# 阿德蒙特修道院圖書館
阿德蒙特修道院圖書館（德語：Stiftsbibliothek Admont）位於奧地利恩斯河旁的一個小鎮阿德蒙特，附設於阿德蒙特修道院。阿德蒙特修道院成立之初，從聖伯多祿隱修院繼續了大量書籍，奠定了發展圖書館的基礎。阿德蒙特修道院圖書館正式成立於1776年，由維也納建築師約翰·胡貝爾設計，大廳長70米，寬14米，高13米，是世界上最大的修道院圖書館，同時圖書館內放置了約翰·斯塔梅爾以四個最後現象為題材的巴洛克式的雕刻。